# Cantonul Oyonnax-Nord
Cantonul Oyonnax-Nord este un canton din arondismentul Nantua, departamentul Ain, regiunea Rhône-Alpes, Franța.

## Comune
- Arbent
- Belleydoux
- Dortan
- Échallon
- Oyonnax (parțial, reședință)